# Aaron Miles (cestista)
Aaron Marquez Miles (Portland, 13 aprile 1983) è un ex cestista e allenatore di pallacanestro statunitense, professionista nella NBA e in Europa.

## Palmarès

### Squadra
- Coppa di Francia: 1

Pau-Orthez: 2007
- Coppa di Russia: 2

Krasnye Kryl'ja Samara: 2011-12, 2012-13
- EuroChallenge: 1

Krasnye Kryl'ja Samara: 2012-13

### Individuale
- McDonald's All-American Game (2001)
- MVP Coppa di Russia: 1

Krasnye Kryl'ja Samara: 2012-13